# Harold Franks
Harold "Harry" Franks va ser un boxejador britànic que va competir en els anys posteriors a la Primera Guerra Mundial.
El 1920 va prendre part en els Jocs Olímpics d'Anvers, on guanyà la medalla de bronze de la categoria del pes semipesant, en perdre en semifinals contra Eddie Eagan i guanyar el combat per la medalla de bronze a Hugh Brown.
Poc després dels Jocs passà a lluitar com a professional, amb un balanç d'1 victòria i 2 derrotes. Es retirà el 1922.